# Nemi (stripreeks)
Nemi (voorheen Den svarte siden) is een gagstrip bedacht door de Noorse Lise Myhre.
De stripreeks is onder meer vertaald in het Frans, Engels, Duits en Italiaans. Deze strip verscheen niet in het Nederlands.

## Inhoud
Deze stripreeks gaat over het gelijknamige personage Nemi Montoya. Zij is een bleke gothic die in het zwart gekleed gaat. Daarnaast speelt haar beste vriendin Cyan ook een grote rol. In 2010 komt het personage Grimm er ook bij en hij wordt Nemi's vriendje. Ook gaan Nemi en Grimm samenwonen.
Nemi speelt zich af in een stedelijk gebied vanuit een vrouwelijk perspectief.

## Publicatiegeschiedenis
Deze reeks debuteerde in 1997 in het Noorse tijdschrift Larsons gale verden en werd daarna gepubliceerd in enkele kranten, waaronder Dagbladet. Aanvankelijk wilde Myhre de reeks geen vast hoofdpersonage geven, maar ze raakte gehecht aan Nemi. Myhre werd geïnspireerd door onder meer Charlie Christensen en Don Martin.
De naam van het titelpersonage komt van het Meer van Nemi. In 2000 verscheen de eerste albumuitgave. De albums verschenen oorspronkelijk bij uitgeverij Bladkompaniet, maar in 2002 stapte ze over naar een uitgeverij die eigendom is van de Zweedse groep Bonnier. Ten gevolge een overeenkomst tussen Bonnier en de Egmont Group, stapte Myhre al na één album naar die laatste over.
In 2003 kreeg deze strip zijn eigen tijdschrift.

## Verhalen

### Albums
De eerste albums werden uitgegeven door Bladkompaniet. Monstre uit 2002 werd uitgeven door Cappelen Damm en de latere albums (speciale verzamelalbums voor de kerstperiode - een traditie in de Noorse strip) werden uitgegeven door Egmont Serieforlaget.
- Nemi (2000)
- Slem pike (2000)
- Fri og grusom (2001)
- Julen 2001 (2001)
- Carpe noctem (2002)
- Monstre (2002)
- Høsten'02 (2002)
- Julen '02 (2002)
- Jul '03 (2003)
- Julen 2004 (2004)
- Halv ett og fortsatt prinsesse (2005)
- Monstrifer (2006)
- Julealbum 2007 (2007)
- Julen 2008 (2008)
- Julealbum 2009 (2009)
- Julen 2010 (2010)
- Julen 2011 (2011)
- Julen 2012 (2012)
- Julen 2013 (2013)
- Julen 2014 (2014)
- Julen 2015 (2015)
- Julen 2016 (2016)

### Integralen
Onderstaande integrale albums verschenen in deze reeks. De integralen werden uitgegeven bij Egmont Serieforlaget.
| Nr. | Titel                          | Uitgavejaar album |
| --- | ------------------------------ | ----------------- |
| 1   | Enhjørninger og avsagde hagler | 2004              |
| 2   | Stjernestøv og løgner          | 2005              |
| 3   | Monstre og meteorer            | 2006              |
| 4   | Skumle damen                   | 2008              |
| 5   | Gørr og melis                  | 2009              |
| 6   | Monstermaskinen                | 2010              |
| 7   | Farlig farvann                 | 2011              |
| 8   | Princess of Darkness           | 2012              |
| 9   | Du kommer ikke til å angre     | 2013              |
| 10  | X                              | 2014              |
| 11  | Tretti tusen varulver          | 2015              |
| 12  | Med Grimm og gru               | 2016              |

## Prijs
In 2002 ontving Myhre onder meer voor deze strip de Oslo bys kunstnerpris.